# ファイネス
株式会社ファイネスは、石川県金沢市に本社を置く医療用医薬品、臨床検査用試薬、動物用医薬品、医療機器等の総合卸販売をしている企業である。東邦ホールディングスの「共創未来グループ」の一社でもある。 

## 沿革
- 1622年 - 富山市で中田清兵衛商店（後のナカダ薬品）の基礎を創業。
- 1747年 - 同じ富山市で松井伊兵衛商店（松井薬品の前身）の基礎を創業。
  - この間に金沢市で安田薬局（北陸薬品の前身）の基礎を創業。
- 1902年 - 福井市で木下薬品の基礎を創業。
- 1931年9月 - 金沢市で「坂田亀巣堂」（北陸薬品の前身）を創業。
- 1941年8月 - 有限会社茶の木屋中田清兵衛商店を設立。
- 1949年7月 - 木下薬局（後の木下薬品）を設立。
- 1957年3月 - 有限会社安田薬局を設立。
- 1963年4月 - 松井伊兵衛商店の医薬品卸部門を分離し松井薬品を設立。
- 1963年9月 - 坂田亀巣堂と安田薬局の卸部門を統合し、北陸薬品を設立。
- 1967年3月 - 「有限会社茶の木屋中田清兵衛商店」を「中田清兵衛薬品株式会社」に改組。
- 1970年6月 - 北陸薬品と木下薬品が合併。誠和薬品に商号変更。
- 1976年9月 - 中田清兵衛薬品からナカダ薬品に商号変更。
- 1986年1月 - 松井薬品が富山県薬品の卸部門を譲受。
- 1998年10月1日 - 松井薬品、誠和薬品、ナカダ薬品の三社が合併。株式会社フレットとなる。
- 2004年7月 - 一般用医薬品事業を名古屋市の中北薬品へ譲渡。
- 2014年1月 - フレットを存続会社とし、株式会社井上誠昌堂と合併。「株式会社ファイネス」に社名変更。

## 主な取引メーカー
- 田辺三菱製薬、アステラス製薬、第一三共、エーザイ、小野薬品工業、塩野義製薬、ファイザー、大塚製薬、大日本住友製薬、Meiji Seika ファルマ、武田薬品工業

## 事業所
- 本社：金沢市
- 支店：富山市、高岡市、黒部市、金沢市、小松市、七尾市、福井市、敦賀市、名古屋市
- 営業所：富山市、金沢市、豊橋市、高山市、新発田市、津市